# Pierrefitte-sur-Aire
Pierrefitte-sur-Aire – miejscowość i gmina we Francji, w regionie Grand Est, w departamencie Moza.
Według danych na rok 1990 gminę zamieszkiwało 218 osób, a gęstość zaludnienia wynosiła 12 osób/km² (wśród 2335 gmin Lotaryngii Pierrefitte-sur-Aire plasuje się na 827. miejscu pod względem liczby ludności, natomiast pod względem powierzchni na miejscu 231.).